# Metopocetus
Metopocetus és un gènere extint de cetacis de la família dels cetotèrids que visqueren a l'oceà Atlàntic durant el Miocè, fa entre 7,2 i 13,8 milions d'anys. Se n'han trobat restes fòssils als Estats Units i els Països Baixos. Les dues espècies incloses en aquest grup presenten una fossa particularment gran a la superfície ventral de l'apòfisi paraoccipital. El nom genèric Metopocetus significa ‘balena de front’ i es refereix a la divergència de les crestes temporals cap endavant.